# Lev Kopelev
Lev Zalmanovich (Zinovyevich) Kopelev ( em russo: Лев Залма́нович (Зино́вьевич) Ко́пелев  </link> , Alemão : Lew Sinowjewitsch Kopelew, 9 de abril de 1912 - 18 de junho de 1997) foi um autor e dissidente soviético .

## Vida
Kopelev nasceu em Kiev, então parte do Império Russo, em uma família judia de classe média. Em 1926, sua família mudou-se para Kharkiv. Enquanto estudante na faculdade de filosofia da Universidade Estadual de Kharkiv, Kopelev começou a escrever em russo e ucraniano ; alguns de seus artigos foram publicados no jornal Komsomolskaya Pravda .
Comunista idealista e membro ativo do partido, ele foi preso pela primeira vez em março de 1929 por "aliança com a oposição bukharinista e trotskista", passando dez dias na prisão.

## Carreira
Kopelev trabalhou como editor de noticiários de rádio em uma fábrica de locomotivas. Em 1932, como correspondente, Kopelev testemunhou a requisição forçada de grãos pelo NKVD durante a deskulakização . Mais tarde, ele descreveu o Holodomor em suas memórias A Educação de um Verdadeiro Crente, sobre a sua profunda crença na União Soviética. Mais tarde, um dos livros mais famosos sobre o tema, The Harvest of Sorrow, de Robert Conquest, citou-o diretamente (veja também Coletivização na URSS ).
Ele se formou no Instituto Estatal de Línguas Estrangeiras de Moscou em 1935 na faculdade de língua alemã e, depois de 1938, lecionou no Moscow Institute of Philosophy, Literature and History, onde obteve um doutorado.
Quando a Frente Oriental da Segunda Guerra estourou em junho de 1941, ele se alistou como voluntário no Exército Vermelho e usou seu conhecimento de alemão para servir como intérprete. Ele foi encarregado de doutrinar os soldados alemães e, em uma ocasião, persuadiu a guarnição alemã de Graudenz (Grudziądz) a se amotinar.  Quando entrou na Prússia Oriental com o Exército Vermelho durante a Ofensiva da Prússia Oriental, ele criticou duramente as atrocidades contra a população civil alemã e foi preso em 1945 e condenado a uma pena de dez anos no Gulag por promover o "humanismo burguês " e por "compaixão pelo inimigo". No sharashka Marfino, onde estava preso, conheceu Aleksandr Solzhenitsyn. Kopelev se tornou um protótipo para Rubin, personagem de The First Circle.
Kopelev foi libertado em 1954 e em 1956 foi reabilitado. Ainda otimista e crente nos ideais do comunismo, durante o degelo de Khrushchev ele restaurou sua filiação ao Partido Comunista da União Soviética (PCUS). De 1957 a 1969, ele lecionou em Moscou no  Instituto de Poligrafia de e no Instituto de História das Artes. Foi Kopelev quem abordou Aleksandr Tvardovsky, editor do principal periódico literário soviético, a revista grossa Novyi Mir (Novo Mundo), para insistir na publicação de Um dia na vida de Ivan Denisovich, de Soljenitsyn.
A partir de 1968, Kopelev participou ativamente do movimento dissidente e de direitos humanos. Em 1968, ele foi demitido de seu emprego e expulso do PCUS e do Sindicato dos Escritores, depois de assinar cartas de protesto contra a perseguição de dissidentes, apoiar publicamente Andrei Sinyavsky e Yuli Daniel e denunciar ativamente a invasão soviética da Tchecoslováquia . Ele também protestou contra a expulsão de Solzhenitsyn do Sindicato dos Escritores e escreveu em defesa do general dissidente Pyotr Grigorenko, preso em um psikhushka .
Os livros de Kopelev foram distribuídos via samizdat (publicação clandestina), contrabandeados para fora da Rússia e publicados no Ocidente.
Por seu ativismo político e contatos com o Ocidente, ele foi privado do direito de ensinar ou ser publicado em 1977.

## Alemanha

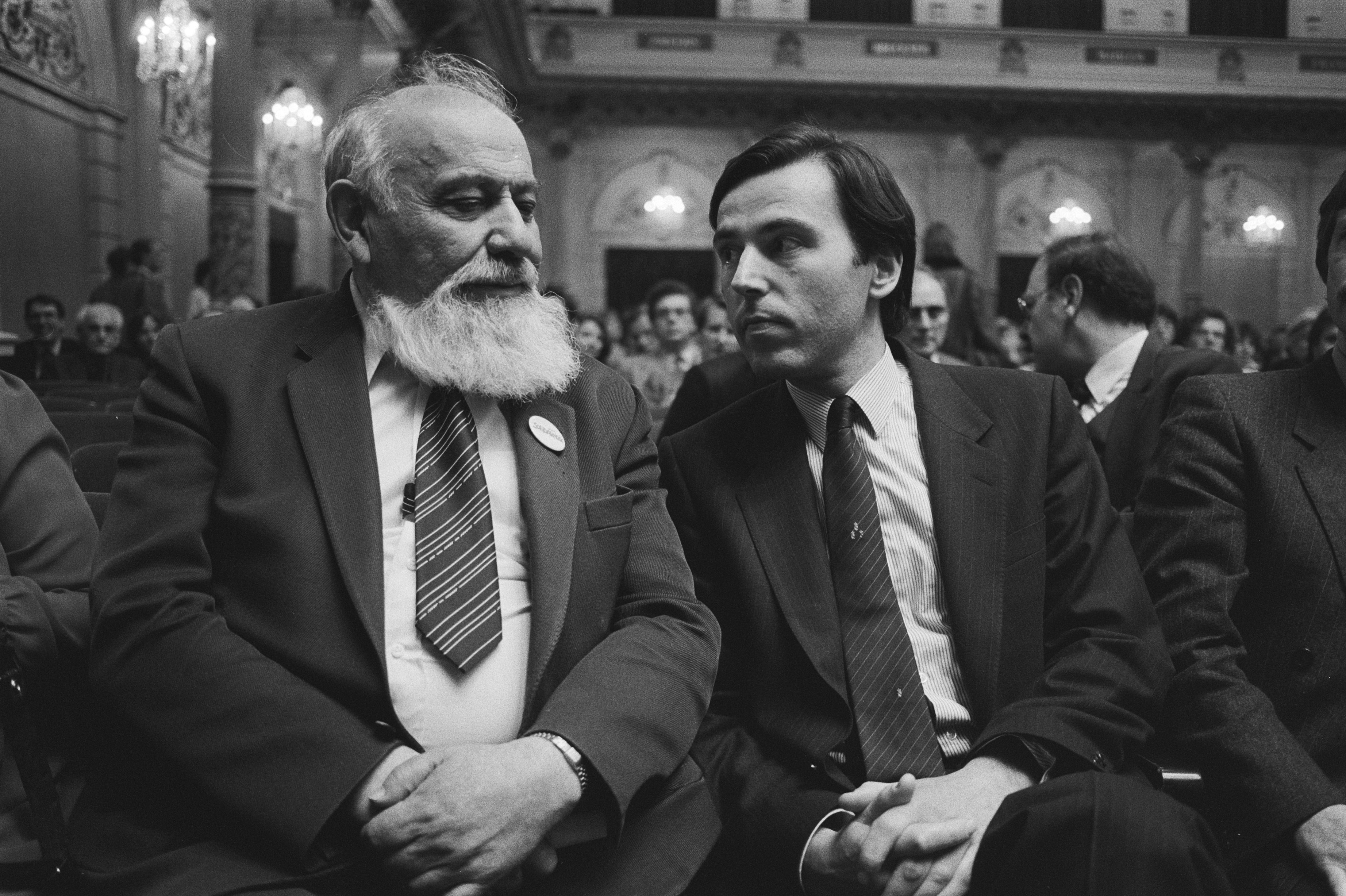
Lev Kopelev (Amsterdã, 1980)

Como cientista, Kopelev liderou um projeto de pesquisa sobre a história dos laços culturais russo-alemães na Universidade de Wuppertal . Em 1980, durante uma viagem de estudos à Alemanha Ocidental, sua cidadania soviética foi revogada. Depois de 1981, Kopelev foi professor na Universidade de Wuppertal.
Kopelev recebeu um doutorado honorário pela Universidade de Colônia e ganhou muitos prêmios internacionais. Em 1990, o secretário-geral soviético Mikhail Gorbachev restaurou sua cidadania soviética.

## Vida pessoal
Kopelev foi casado por muitos anos com Raisa Orlova, uma especialista soviética em literatura americana, que emigrou com ele para a Alemanha. As memórias do casal foram publicadas nos Estados Unidos em 1984, pela Editora Ardis.

## Morte
Lev Kopelev morreu em Colônia, Alemanha, em 18 de junho de 1997, aos 85 anos, e foi enterrado no Cemitério New Donskoy, em Moscou.